# Meister der Johannesvision
Als Meister der Johannesvision (fl. 1450–1470), auch Meister der Johannes-Vision, wird ein anonymer gotischer Maler bezeichnet, der in Köln tätig war. 

## Name und Identifizierung
Sein Notname geht auf ein Tafelbild mit der Vision des Evangelisten Johannes auf Patmos aus der Kölner Pfarrkirche St. Laurenz zurück. Man versuchte erfolglos, ihn mit Hans von Memmingen oder Jorge den Maler zu identifizieren.

## Tafelbild der Vision des Evangelisten Johannes
Die Votivtafel wurde von Hermann Scherfgin, Ratsherr und 1442/43 Bürgermeister, und seiner Frau Bela Hirsch von der Landskron gestiftet, die als Adoranten mit ihren Wappen verbildlicht sind. Die Tafel hing wahrscheinlich in der Kölner Pfarrkirche St. Laurenz, wo Scherfgin 1434 bis 1454 Kirchmeister war und sein Kirchgestühl stand.
Zehnder verwies für das Arrangement des Visionsinhaltes in einem (angeschnittenen) Kreis auf eine Altartafel desselben Sujets aus der Werkstatt Meister Bertrams (um 1400, London, Victoria & Albert Museum, Inv. Nr. 5940-1859).

## Stil
Eventuell war er ein Schüler des Meisters der Darmstädter Passion, Zehnder sah eher einen nieder- als mittelrheinischen Einfluss. Es wird auch eine Reise in die Niederlande angenommen, die ihn mit der zeitgenössischen Kunst um Rogier van der Weyden in Kontakt brachte. Kemperdick und Chapuis schrieben dazu: „Im sechsten Jahrzehnt des 15. Jhs. waren außerdem weitere Maler in Köln tätig, darunter der Meister der Johannesvision, der einerseits ebenfalls – wenngleich weniger deutlich – in der Kölner Tradition stand, andererseits jedoch niederländische Elemente aufgenommen zu haben scheint, die über die für Lochner relevante Stufe des Jan van Eyck hinausgingen. Erkennbar wird dies beispielsweise an der tiefen, weiten Landschaft im Hintergrund der namengebenden Johannesvision im Wallraf-Richartz-Museum [...] oder an den schlanken Figuren der Madrider Tafel [...], deren hart brechende Gewandbildungen in der Lochner-Schule unbekannt waren.“

## Zugeschriebene Werke
- Vision des Evangelisten Johannes, um 1450 (132,3 × 161,5 cm, Öl auf Eichenholz; Köln, Wallraf-Richartz-Museum, Inv. Nr. WRM 113)
- Die Heiligen Cosmas, Damian und Pantaleon, um 1455/60 (130,5 × 72,2 cm, Öl auf Eichenholz; Madrid, Museo Thyssen-Bornemisza, Inv. Nr. 246 [1934.13])[7][8][9]
- Anbetung der Könige, um 1460 (129,5 × 71,1 cm, Öl auf Holz, Toledo, Museum of Art, Inv. Nr. 1936.80)[10]
- Verkündigungstafel, um 1470 (Berlin, Deutsches Museum, seit 1945 verschollen)[11]
- Zwei Tafeln mit Szenen aus der Kreuzlegende (77 × 56 cm, Öl auf Holz; Privatbesitz)[12]